# وادي زكت
وادي زكت مكون من التقاء الروافد السفلية لوادي الوريعة وعدد من المجاري المائية الأخرى.
يُعرف سد وادي زكت أيضًا باسم سد الراحب. إنه أحد السدود الكثيرة التي تم بناؤها في الدولة لتخزين المياه العذبة. اكتمل بناء السد عام 1992 أو بعد ذلك بوقت قصير. يحتفظ السد بحوالي ثلاثة ملايين متر مكعب من مياه الفيضان. :266 الغرض الأساسي من السد ليس الإمداد المباشر بالمياه، بل يستخدم لإعادة تغذية المياه الجوفية عن طريق التسرب حتى تستمر الآبار في العمل. :267
تقع قرية زكت الصغيرة المجاورة بالقرب من الوادي.